# Übereinkommen über Subventionen und Ausgleichsmaßnahmen
Das Übereinkommen über Subventionen und Ausgleichsmaßnahmen, kurz SCM-Abkommen (Englisch Agreement on Subsidies and Countervailing Measures oder SCM Agreement), ist ein Abkommen im Welthandelsrecht, welches weltweite Regeln zum Umgang mit Subventionen bei Gütern aufstellt. Es werden für das Abkommen die Abkürzungen ASCM, ÜSCM und SCMA verwendet.

## Geschichte
Das Abkommen wurde im Rahmen der Uruguay-Runde als Anlage zum Marrakesch-Abkommen, welches die Welthandelsorganisation (WTO) gründete, erlassen und trat am 1. Januar 1995 in Kraft. Ein Mitgliedsstaat der WTO ist auch automatisch Mitglied des Abkommens. Es gehört zu den Abkommen, die vor den Gerichtsinstitutionen der WTO, den Panels und dem Appellate Body, verhandelt werden können.
Das Abkommen wurde formuliert, um die Subventionierung des Staates für seine eigenen Produkte zu regeln. Aufgrund der aktuellen Situation, dass zahlreiche Staaten auch im Ausland Subventionen gewähren, wird diskutiert, ob das SCM Agreement reformiert werden muss, oder bereits in der aktuellen Fassung diese Problematik geregelt ist. Die Europäische Union erließ in diesem Zusammenhang ein Weißbuch, was darstellt, wie die EU mit der Problematik der Auslandssubventionierung umgehen möchte.
Ein prominenter Rechtsstreit, welcher die Rechtsmaterie des SCM Agreement betrifft, ist der Streit der Europäischen Gemeinschaft und der USA um die Subventionen der Flugzeugbauer Airbus und Boeing der in verschiedenen Fällen vor den Gerichten der WTO verhandelt wurde. Dabei stellten die USA die Subventionen einzelner Mitgliedsstaaten der Europäischen Gemeinschaft an Airbus in Frage, während erst die Europäische Gemeinschaft und nun die Europäische Union die Subventionen der USA in Frage stellen.

## Rechtliche Bestimmungen
Das SCM Agreement ist in Teile (Parts) unterteilt. Das Abkommen ist anwendbar auf Güter, aber nicht auf Dienstleistungen.
Es ist dabei eine Ergänzung zum Allgemeinen Zoll- und Handelsabkommen (GATT 1994), die jedoch die Regeln des GATT nicht komplett verdrängt. Zeichen hierfür sind unter anderem die gesetzlichen Fußnoten, die vom SCM Agreement in das GATT 1994 zurückverweisen und die Artikel, die auf allgemeine Regeln des GATT verweisen.
Einige Definitionen des Abkommens und wie gewisse Konstellationen zu beurteilen sind, wurden in die gesetzlichen Fußnoten zu den Artikeln geschrieben.

### Teil I – Allgemeine Bestimmungen
Der erste Artikel des Abkommens definiert, was eine spezifische Subvention im Rahmen des SCM Agreement darstellt.
Eine wichtige Voraussetzung der Subvention nach Artikel 1 ist dabei, dass die Zuwendung von der Regierung vergeben wird, einem public body oder durch eine Organisation, die durch die Regierung für die Leistung der Subvention betraut wurde. Der Artikel beschreibt unterschiedliche Versionen der Zuwendung, die unter den Begriff der Subvention nach dem SCM Agreement fallen. Die Zuwendung muss auch ein Vorteil (benefit) für den Empfänger sein.
Der zweite Artikel beschreibt, wann eine Subvention spezifisch (specific) ist. Dies ist notwendig für die Anwendung der Abschnitte III und V des Abkommens. Es sei dabei gesagt, dass eine solche spezifische Subvention noch nicht dazu führt, dass die Subvention verboten ist. Das Verbot gewisser Subventionen ist erst in weiteren Abschnitte des SCM Agreements geregelt.

### Teil II – Verbotene Subventionen
Dieser Abschnitt regelt den Umgang mit der ersten Kategorie von Subventionen, den prohibited subsidies. Artikel 3 regelt, wann eine Subvention als solche zu klassifizieren wird, nämlich wenn die Subvention eine export subsidy oder eine import substitution subsidy ist. Hierbei kann nur eine spezifische Subvention unter den Tatbestand von Artikel 3 fallen. Eine nicht abschließende Liste von export subsidies ist in Anlage 1 ergänzt.
Artikel 4 regelt, wie ein Staat handeln darf und soll, wenn er davon ausgeht, dass ein anderer Staat eine solche Subvention erlassen hat. Er regelt insbesondere mögliche Gegenmaßnahmen, die ein Staat ergreifen kann und ergänzt in diesem Zusammenhang die Regeln des Dispute Settlement Understanding (DSU).

### Teil III – Anfechtbare Subventionen
Der dritte Abschnitt regelt die zweite Kategorie der Subventionen im SCM Agreement, die actionable subsidies. Artikel 5 beschreibt drei Varianten dieser Kategorie. Die erste Variante existiert, wenn eine spezifische Subvention eine Schädigung der Industrie eines Mitgliedstaates des Abkommens (domestic industry) darstellt. Die zweite Variante existiert, wenn eine spezifische Subvention zur Aufhebung oder Beeinträchtigung der Vorteile eines Staates, die der Staat aufgrund des GATT 1994 bekommen hat, führt.
Die dritte Variante existiert, wenn eine spezifische Subvention zu serious prejudice führt. Serious prejudice ist dabei in Artikel 6 geregelt. Die Paragraphen 6.1 und 6.3 regeln dabei unterschiedliche Varianten, wobei aufgrund der Regelung von Artikel 31 nur noch 6.3 in Kraft ist. Weiterhin regelt Artikel 6, wie gewisse Konstellationen zu beurteilen sind.
Artikel 7 regelt ebenso wie Artikel 4 mögliche Gegenmaßnahmen eines Mitgliedsstaates und ergänzende Regeln zum DSU in der Behandlung von actionable subsidies.

### Teil IV – Nicht anfechtbare Subventionen
Der vierte Abschnitt regelte eine dritte Art von Subventionen, die non-actionable subsidies. Die Regelungen liefen allerdings aufgrund von Artikel 31 im Jahre 1995 aus, da eine Verlängerung der Regelung nicht vom SCM Komitee beschlossen wurde.

### Teil V – Ausgleichsmaßnahmen
Der fünfte Abschnitt regelt Gegenmaßnahmen (countervailing measures), die ein Mitgliedsstaat ergreifen kann. Artikel 10 setzt das Recht von Staaten fest, unter gewissen Voraussetzungen Gegenmaßnahmen zu ergreifen.
Artikel 11 in Verbindung mit den Regeln in anderen Artikeln ordnet, wie und mit welchen Methoden ein Staat die Existenz, die Stärke und die Effekte einer Subvention untersuchen darf und soll.
Artikel 12 regelt die Frage von Beweisen und welches Recht Staaten haben bei anderen Staaten Beweise zu erfragen und beispielsweise Befragungen durchzuführen.
Artikel 13 beschreibt, wie der Staat, gegen dessen Produkte eine Untersuchung durchgeführt wird oder durchgeführt werden soll, zu Konsultationen hinzuzuziehen ist.
In den Artikeln 14, 15 und 16 sind verschiedene Methoden niedergelegt, um zu ermitteln, ob Handlungen unter die Definitionen von Vorteil (benefit) in Artikel 1, Schädigung (injury) und Inlandsindustrie (domestic industry) in Artikel 5 des Abkommens fallen.
Die weiteren Artikel des Abschnittes regeln unter anderen provisorische Maßnahmen, das Erlassen von Gegenmaßnahmen, das rückwirkende Erlassen, die Dauer und Überprüfung der Gegenmaßnahmen durch den Mitgliedsstaat und seine Gerichte.

### Teil VI – Organe
Der sechste Abschnitt regelt mit Artikel 24 die Einrichtung des Commitee on Subsidies and Countervailing Measures, das SCM Komitee. Dieses Komitee hat als Hauptaufgabe, Staaten bei der Untersuchung von Subventionen zu unterstützen.

### Teil VII – Notifikation und Überwachung
Artikel 25 regelt die Verpflichtung von Staaten, das SCM Komitee zu benachrichtigen, wenn sie Subventionen unterhalten. Artikel 26 regelt dabei, dass das SCM Komitee die Aufgabe hat, dreimal im Jahr diese Benachrichtigungen zu untersuchen.

### Teil VIII – Entwicklungsland-Mitglieder
Dieser Abschnitt regelt gewisse Sonderregelungen für Entwicklungsländer. So gilt bspw. das Verbot von export subsidies in Artikel 3.1(a) nicht für Entwicklungsländer.

### Teil IX – Übergangsregelungen
Der neunte Abschnitt regelt zwei verschiedene Varianten. Er reglementiert, wie mit Subventionen umzugehen ist, die bereits vor Inkrafttreten des Abkommens erlassen worden waren und wie mit Subventionen umzugehen ist von einem Land, das sich im Transformationsprozess von einer Planwirtschaft zu einer Marktwirtschaft befindet.

### Teil X – Streitbeilegung
Die speziellen Artikel XXII und XXIII GATT 1994 sollen gemäß Artikel 30 auch für Konsultationen und den Prozess im Rahmen des Dispute Settlement Body, die sich um Rechtsmaterien des SCM Agreements drehen, gelten.

### Teil XI – Schlussbestimmungen
Der erste Artikel dieses Abschnittes ist Artikel 30, der regelt, dass gewisse Vorschriften nur fünf Jahre nach Inkrafttreten des Abkommens gelten sollen, sofern das SCM Komitee diese Zeit nicht verlängert. Da dies nicht geschehen ist, sind die entsprechenden Vorschriften außer Kraft getreten. Der zweite Artikel, Artikel 31, regelt insbesondere gewisse Grundsätze der Implementierung der Regelungen durch die Mitgliedsstaaten und gewisse Benachrichtigungspflichten.